# Sonnenschutztechniker
Sonnenschutztechniker ist seit 1998 ein österreichischer Lehrberuf. Lehrlinge werden im dualen System ausgebildet. Der schulische Teil der dreijährigen Ausbildung findet an der Berufsschule Villach statt. Nach Abschluss der Lehre und mit vollendetem 18. Lebensjahr kann die Meisterprüfung abgelegt werden. Sonnenschutztechniker werden in der Wirtschaftskammer durch die ARGE Sonnenschutztechnik des Fachverbandes für Maschinen und Metallwaren vertreten. Pendant in Deutschland ist der Ausbildungsberuf des Rollladen- und Sonnenschutzmechatronikers bzw. Rollladen- und Sonnenschutztechnikmeisters.

## Geschichte
| Jahr | Lehrlinge |
| ---- | --------- |
| 1999 | 38        |
| 2000 | 54        |
| 2001 | 56        |
| 2002 | 40        |
| 2003 | 42        |
| 2004 | 41        |
| 2005 | 40        |
| 2006 | 38        |
| 2007 | 38        |
| 2008 | 46        |

Die Tätigkeit des Sonnenschutztechnikers wurde früher von Spenglern, Schlossern und Tapezierern ausgeübt. Die durch den zunehmenden Einsatz mechanischer und elektrischer Systeme steigenden Anforderungen der modernen Verschattungstechnik haben die Ausbildung spezialisierter Fachkräfte erforderlich gemacht. Nach einer Erprobung als Ausbildungsversuch ab 1998 wurde der Beruf des Sonnenschutztechnikers 2002 per Verordnung als Regellehrberuf eingerichtet. Im Jahr 2008 gab es bundesweit 46 Lehrlinge, davon 40 Männer (87 %) und 6 Frauen (13 %).

## Berufsprofil
Durch die Berufsausbildung im Lehrbetrieb und in der Berufsschule soll der auszubildende Lehrling befähigt werden, folgende Tätigkeiten ausführen zu können:
- Einrichten des Arbeitsplatzes
- Lesen und Anwenden von technischen Unterlagen
- Fachgerechtes Auswählen, Beschaffen und Überprüfen der erforderlichen Materialien
- Projektieren, Planen, Kalkulieren, Herstellen und Zusammenbauen von Sonnenschutzanlagen
- Montieren, Inbetriebnehmen und Warten von mechanischen und elektrisch betriebenen Sonnenschutzanlagen
- Beurteilen, Einschätzen und Messen elektrischer und berufsspezifischer nichtelektrischer Größen
- Kundenorientiertes Verhalten und Kundenberatung
- Ausführen der Arbeit unter Berücksichtigung der einschlägigen Sicherheitsvorschriften, Normen und Umweltstandards
- Erfassen von technischen Daten über den Arbeitsablauf und die Arbeitsergebnisse